# Danh sách đô thị tại Toledo

Bản đồ các đô thị ở tỉnh Toledo

Đây là danh sách các đô thị ở tỉnh Toledo, thuộc cộng đồng tự trị Castile-La Mancha, Tây Ban Nha.
| Tên                           | Dân số (2006) |
| ----------------------------- | ------------- |
| Ajofrín                       | 2279          |
| Alameda de la Sagra           | 3183          |
| Albarreal de Tajo             | 659           |
| Alcabón                       | 707           |
| Alcañizo                      | 336           |
| Alcaudete de la Jara          | 1976          |
| Alcolea de Tajo               | 843           |
| Aldea en Cabo                 | 206           |
| Aldeanueva de Barbarroya      | 703           |
| Aldeanueva de San Bartolomé   | 530           |
| Almendral de la Cañada        | 368           |
| Almonacid de Toledo           | 813           |
| Almorox                       | 2371          |
| Añover de Tajo                | 5095          |
| Arcicóllar                    | 720           |
| Argés                         | 4309          |
| Azután                        | 305           |
| Barcience                     | 214           |
| Bargas                        | 7963          |
| Belvís de la Jara             | 1735          |
| Borox                         | 2640          |
| Buenaventura                  | 464           |
| Burguillos de Toledo          | 1993          |
| Burujón                       | 1376          |
| Cabañas de la Sagra           | 1739          |
| Cabañas de Yepes              | 265           |
| Cabezamesada                  | 469           |
| Calera y Chozas               | 4157          |
| Caleruela                     | 295           |
| Calzada de Oropesa            | 574           |
| Camarena                      | 2838          |
| Camarenilla                   | 563           |
| El Campillo de la Jara        | 434           |
| Camuñas                       | 1856          |
| Cardiel de los Montes         | 256           |
| Carmena                       | 860           |
| El Carpio de Tajo             | 2191          |
| Carranque                     | 2761          |
| Carriches                     | 296           |
| El Casar de Escalona          | 1589          |
| Casarrubios del Monte         | 4321          |
| Casasbuenas                   | 232           |
| Castillo de Bayuela           | 1054          |
| Cazalegas                     | 1561          |
| Cebolla                       | 3336          |
| Cedillo del Condado           | 2207          |
| Los Cerralbos                 | 413           |
| Cervera de los Montes         | 329           |
| Chozas de Canales             | 2084          |
| Chueca                        | 255           |
| Ciruelos                      | 494           |
| Cobeja                        | 2047          |
| Cobisa                        | 3207          |
| Consuegra                     | 10538         |
| Corral de Almaguer            | 5966          |
| Cuerva                        | 1421          |
| Domingo Pérez                 | 498           |
| Dosbarrios                    | 2280          |
| Erustes                       | 209           |
| Escalona                      | 3053          |
| Escalonilla                   | 1505          |
| Espinoso del Rey              | 588           |
| Esquivias                     | 4812          |
| La Estrella                   | 322           |
| Fuensalida                    | 9164          |
| Gálvez                        | 3383          |
| Garciotum                     | 148           |
| Gerindote                     | 2179          |
| Guadamur                      | 1774          |
| La Guardia                    | 2329          |
| Las Herencias                 | 759           |
| Herreruela de Oropesa         | 445           |
| Hinojosa de San Vicente       | 481           |
| Hontanar                      | 132           |
| Hormigos                      | 480           |
| Huecas                        | 506           |
| Huerta de Valdecarábanos      | 1784          |
| La Iglesuela                  | 411           |
| Illán de Vacas                | 6             |
| Illescas                      | 15830         |
| Lagartera                     | 1556          |
| Layos                         | 378           |
| Lillo                         | 2762          |
| Lominchar                     | 1429          |
| Lucillos                      | 508           |
| Madridejos                    | 11030         |
| Magán                         | 1989          |
| Malpica de Tajo               | 1991          |
| Manzaneque                    | 455           |
| Maqueda                       | 560           |
| Marjaliza                     | 302           |
| Marrupe                       | 155           |
| Mascaraque                    | 495           |
| La Mata                       | 953           |
| Mazarambroz                   | 1314          |
| Mejorada                      | 1323          |
| Menasalbas                    | 3206          |
| Méntrida                      | 3521          |
| Mesegar de Tajo               | 246           |
| Miguel Esteban                | 5435          |
| Mocejón                       | 4539          |
| Mohedas de la Jara            | 522           |
| Montearagón                   | 549           |
| Montesclaros                  | 406           |
| Mora                          | 10072         |
| Nambroca                      | 2967          |
| La Nava de Ricomalillo        | 702           |
| Navahermosa                   | 4209          |
| Navalcán                      | 2238          |
| Navalmoralejo                 | 63            |
| Los Navalmorales              | 2636          |
| Los Navalucillos              | 2670          |
| Navamorcuende                 | 708           |
| Noblejas                      | 3332          |
| Noez                          | 806           |
| Nombela                       | 981           |
| Novés                         | 1911          |
| Numancia de la Sagra          | 3713          |
| Nuño Gómez                    | 198           |
| Ocaña                         | 7180          |
| Olías del Rey                 | 5691          |
| Ontígola                      | 2113          |
| Orgaz                         | 2732          |
| Oropesa                       | 2860          |
| Otero                         | 244           |
| Palomeque                     | 739           |
| Pantoja                       | 3155          |
| Paredes de Escalona           | 145           |
| Parrillas                     | 410           |
| Pelahustán                    | 372           |
| Pepino                        | 1804          |
| Polán                         | 3758          |
| Portillo de Toledo            | 2097          |
| La Puebla de Almoradiel       | 5770          |
| La Puebla de Montalbán        | 7840          |
| La Pueblanueva                | 2145          |
| El Puente del Arzobispo       | 1431          |
| Puerto de San Vicente         | 248           |
| Pulgar                        | 1460          |
| Quero                         | 1284          |
| Quintanar de la Orden         | 10471         |
| Quismondo                     | 1533          |
| El Real de San Vicente        | 1050          |
| Recas                         | 3138          |
| Retamoso                      | 132           |
| Rielves                       | 626           |
| Robledo del Mazo              | 399           |
| El Romeral                    | 807           |
| San Bartolomé de las Abiertas | 447           |
| San Martín de Montalbán       | 748           |
| San Martín de Pusa            | 825           |
| San Pablo de los Montes       | 2282          |
| San Román de los Montes       | 1369          |
| Santa Ana de Pusa             | 411           |
| Santa Cruz de la Zarza        | 4814          |
| Santa Cruz del Retamar        | 2555          |
| Santa Olalla                  | 3111          |
| Santo Domingo-Caudilla        | 801           |
| Sartajada                     | 127           |
| Segurilla                     | 1132          |
| Seseña                        | 10854         |
| Sevilleja de la Jara          | 907           |
| Sonseca                       | 10685         |
| Sotillo de las Palomas        | 211           |
| Talavera de la Reina          | 83793         |
| Tembleque                     | 2271          |
| El Toboso                     | 2177          |
| Toledo                        | 77601         |
| Torralba de Oropesa           | 298           |
| La Torre de Esteban Hambrán   | 1759          |
| Torrecilla de la Jara         | 303           |
| Torrico                       | 831           |
| Torrijos                      | 11607         |
| Totanés                       | 417           |
| Turleque                      | 944           |
| Ugena                         | 3942          |
| Urda                          | 3164          |
| Valdeverdeja                  | 740           |
| Valmojado                     | 3109          |
| Velada                        | 2436          |
| Las Ventas con Peña Aguilera  | 1351          |
| Las Ventas de Retamosa        | 1782          |
| Las Ventas de San Julián      | 233           |
| La Villa de Don Fadrique      | 4177          |
| Villacañas                    | 10208         |
| Villafranca de los Caballeros | 5327          |
| Villaluenga de la Sagra       | 3216          |
| Villamiel de Toledo           | 753           |
| Villaminaya                   | 586           |
| Villamuelas                   | 737           |
| Villanueva de Alcardete       | 3773          |
| Villanueva de Bogas           | 805           |
| Villarejo de Montalbán        | 76            |
| Villarrubia de Santiago       | 2893          |
| Villaseca de la Sagra         | 1581          |
| Villasequilla                 | 2515          |
| Villatobas                    | 2481          |
| El Viso de San Juan           | 2339          |
| Los Yébenes                   | 6341          |
| Yeles                         | 3113          |
| Yepes                         | 4729          |
| Yuncler                       | 2684          |
| Yunclillos                    | 706           |
| Yuncos                        | 6603          |